# Steinbach am Donnersberg
Steinbach am Donnersberg é um município da Alemanha localizado no distrito (Kreis ou Landkreis) de Donnersbergkreis, na associação municipal de Verbandsgemeinde Rockenhausen, no estado da Renânia-Palatinado.